# Martha Farley
Martha Farley (també coneguda com a Mary Farlee o Mary Harvey), fou una de les poques dones jutjades per pirateria a Amèrica. Juntament amb la seva família i John Vidal es mogué durant uns pocs anys prop d'Ocracoke Inlet, a Carolina del Nord
La familia Farley havia estat condemnada i transportada per separat a la província de Carolina del Nord el 1725, però el maig de 1727, van participar en els atacs tant a un naufragi com a uns quants vaixells petits, entre ells la goleta Anne i Francis, a prop d'Ocracoke Inlet, en una piragua. Els assaltants que acompanyaren Martha foren el seu marit Thomas Farley, els seus dos fills, i dos pirates més, Edward Coleman i Thomas Allen, tots ells sota les ordres de John Vidal, un pirata d'origen irlandès.
Poc després la banda fou capturada, mentre que Thomas Farley va escapar i es desconeix el seu destí final. El 15 d'agost de 1727 se'ls jutjà i es condemnà a la forca a Vidal, Coleman i Allen (si bé Vidal seria indultat més endavant). Martha Farley va al·legar que no tenia ni idea que el seu marit Thomas volia implicar-se en la pirateria i va afirmar que creia que tornaven amb les amistats que havien deixat a la provícia de Carolina del Sud. El tribunal la va creure i, no volent deixar orfes els seus fills, la va absoldre.